# Arthroplastik

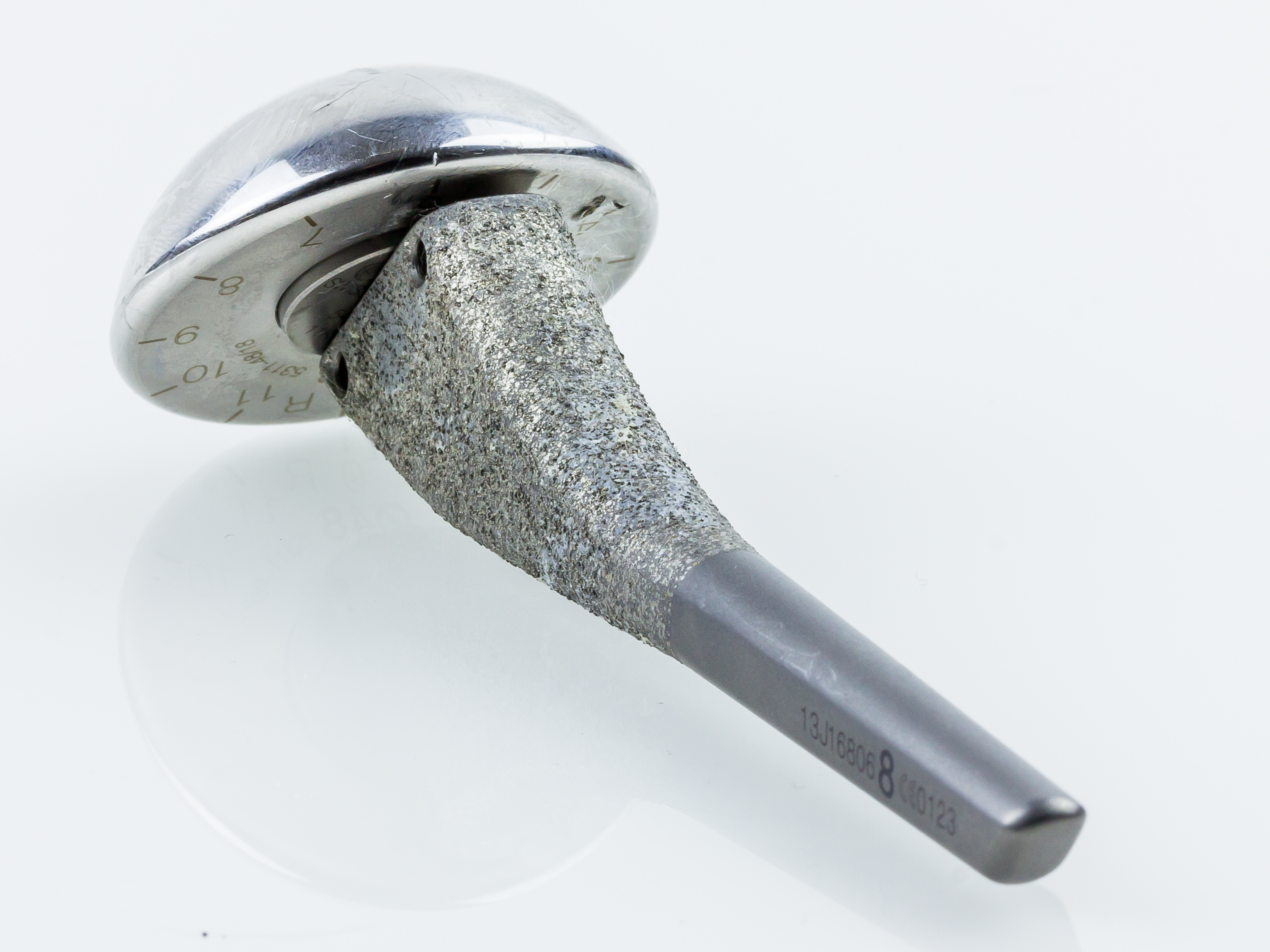
Humeruskopfprothese „Epoca Shoulder Arthroplasty System“ des Herstellers Synthes

Arthroplastik (von altgriechisch ἄρθρον = Gelenk und πλάττειν = formen, bilden) oder Arthroplastie ist ein chirurgischer Eingriff, der die Gelenkfunktion sicher- oder wiederherstellen soll.
Arthroplastik kommt z. B. bei versteiften, in ihrer Beweglichkeit eingeschränkten oder stark schmerzenden Gelenken zum Einsatz. In der Regel wird der defekte Gelenkknorpel entfernt. Anschließend wird zwischen den Knochenflächen Fettgewebe, Faszie o. ä. eingelagert, um die Reibung aufzufangen. Ist eine Rekonstruktion bzw. Behandlung nur mit körpereigenen Materialien nicht mehr möglich, können auch künstliche Gelenke eingesetzt werden.
Die erste erfolgreiche Arthroplastik führte 1826 der pennsylvanische Chirurg John Rhea Barton (1794–1871) aus, indem er bei einem Patienten mit versteifter Hüfte die Rollhügel am Oberschenkelhals trennte.

## Untergruppen der Arthroplastik (Übersicht)
- Alloarthroplastik: Der Ersatz einer, mehrerer oder aller Gelenkflächen durch Allogenes (also körperfremdes, nicht biologisches) Material. In der Regel Bezeichnung für die Gelenkendoprothese.
- Resektions-Arthroplastik: Hier wird das kranke Gelenk bzw. der betroffene Knochen komplett entfernt, wodurch die Schmerzen beseitigt aber die Funktion des Körperteils stark eingeschränkt ist. Im Falle einer Behandlung des Daumensattelgelenks ist der Name Epping-Plastik üblich.
- Chondroplastik: Die Glättung oder Anfrischung degenerativ veränderten Gelenkknorpels. Auch der Versuch, durch Anbohrung des subchondralen Knochens, Narbenknorpel im Defektbereich entstehen zu lassen (sogenannte Pridie-Bohrung).
- Transplantations-Arthroplastik:
  - Knorpelknochentransplantation: Die Entnahme eines oder mehrerer Knorpel-Knochen-Zylinder aus gesunden Randbereichen des Gelenkes und Verpflanzung in den Defektbereich, aus dem vorher entsprechende Aufnahmezylinder gestanzt wurden. Die Auto-Transplantate müssen minimal größer im Durchmesser sein als die Aufnahme, damit die Transplantate sich im Sinne der Press-fit-Technik verankern. Die heute geläufige Bezeichnung für diese Vorgehensweise ist OATS (osteochondrale autologeal transplant-system).
  - Knorpelzelltransplantation: (ACT: Autologe ChondrocytenTransplantation) ist das modernste Verfahren zur Gelenkflächenwiederherstellung bei umschriebenen Defekten. Es werden Knorpelzellen aus gesunden Gelenkbereichen entnommen und auf einer speziellen Nährmatrix angezüchtet. Der so entstehende gesunde Knorpel kann dann zurück ins Gelenk transplantiert werden.
  - Gelenktransplantation: Die erste allogene Transplantation eines Kniegelenks beim Menschen gelang dem Team um Gunther O. Hofmann 1996[2]
- Gelenktoilette und Synovialektomie: Die ausgedehnte, meist arthroskopische Spülung und „Reinigung“ des Gelenkes mit Abtragung von degeneriertem und/oder entzündlichem Gewebe. Bei der Synovialektomie wird die entzündlich veränderte Gelenkschleimhaut (Synovia) selektiv entfernt.